# Herea
Herea is een geslacht van vlinders van de familie spinneruilen (Erebidae), uit de onderfamilie Arctiinae.

## Soorten
- H. abdominalis Gaede, 1926
- H. metaxanthus Walker, 1854
- H. prittwitzi Möschler, 1872
- H. ruficeps Walker, 1854